# Nocupétaro
Nocupétaro è una municipalità dello stato di Michoacán, nel Messico centrale, il cui capoluogo è la località di Nocupétaro de Morelos.
La municipalità conta 7 799 abitanti (2010) e ha un'estensione di 548,03 km².
Il nome della località significa paese della valle.